# Tiffany & Co.
Tiffany & Co. (ofte blot omtalt som Tiffany's) er et amerikansk luksus juvelfirma med hovedkvarter i New York City. Selskabet sælger juveler, sterlingsølv, porcelæn, krystal, kontorartikler, dufte, vandflasker, ure, personligt accessories og lædervarer. Tiffany er kendt for sine luksusvarer, særligt sine smykker i diamant og sterlingsølv. Selskabet markedsfører sig selv som en dommer over smag og stil. Deres varer bliver solgt via selskabets egne butikker og igennem direkte ordre.
Tiffany & Co. blev grundlagt i 1837 af juvelér Charles Lewis Tiffany, og under sønnen Louis Comfort Tiffany blev selskabet berømt i begyndelsen af 1900-tallet for sin kunstneriske retning. Selskabet driver forhandlere i Amerika, Asien, Japan, Europa og Forenede Arabiske Emirater. I 2018 havde Tiffany 93 butikker i USA og 321 butikker på verdensplan samt en omstæning på US$4,44 mia.
I november 2019 annoncerede LVMH købet af Tiffany & Co for $16,2 mia. På dette tidspunkt var det forventet at lukke aftalen i juni 2020. Deadline blev dog forlænget to gange; først til 24. august og senere til 24. november samme år, men i begyndelsen af september 2020 forlød det fra LVMH, at købet endnu ikke var afsluttet. Tiffany igangsatte en retssag som svar. I slutningen af oktober 2020 indvilligede LVMH i at købe Tiffany & Co for en reduceret pris, således at de betalte $131,5 pr. aktie i stedet for $135.